# پیس تیس سوفیا

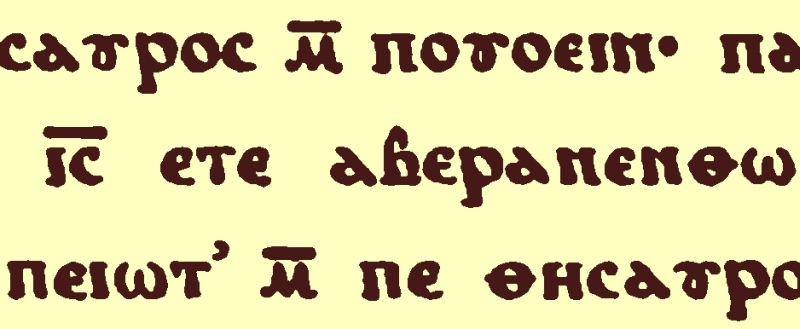

پیس تیس سوفیا (به انگلیسی: Pistis Sophia) کتاب دوم از مجموعه کتابهای چهارگانه آئین گنوسیسم است.

## نوس
نوس روشنایی است که از بالا می‌آید، تا روان را به سان آغازهٔ زمانی که از آن آمده، روشنی و پاکی بخشیده و رهنمون سازد.

## سوفیا
نوس، چهره ای از نور است؛ که در نهایت برای هر برگزیده ای سوفیا یا باکرهٔ نور محسوب می‌شود.